# Rouïba
Rouïba ou Rouiba (em árabe: الرويبة) é um município localizado na província de Argel, no norte da Argélia. Em 2008, sua população era de 61 984 habitantes.